# Una città tra le mani
Una città tra le mani è un album discografico del cantante italiano Nino Buonocore, pubblicato nel 1988 dalla EMI Italiana.
Il disco, messo in commercio in occasione della partecipazione di Buonocore al Festival di Sanremo 1988 con la canzone Le tue chiavi non ho. Segna la svolta definitiva dell'artista napoletano, dopo quattro dischi pop/rock, verso un genere raffinato, che strizza l'occhio al jazz. L'album contiene altri tre brani pubblicati come singoli e partecipanti a festival musicali: Rosanna (Festival di Sanremo 1987), Se fossi in te (Festivalbar 1987) e Con l'acqua alla gola (Festivalbar 1988).
Il disco è rimasto nel tempo un piccolo cult per i cultori della musica, in quanto, tra i musicisti, figura il grande trombettista Chet Baker, qui alla sua ultima incisione. Quando il disco venne presentato dal vivo a DOC, la trasmissione di musica live di Renzo Arbore in onda su RaiDue, Baker è alle sue ultime apparizioni dal vivo (non l'ultima).
Il disco segna anche l'inizio della collaborazione col paroliere Michele De Vitis: da quel momento in poi, i testi di tutte le canzoni dell'artista saranno scritti a quattro mani (Buonocore e De Vitis), mentre le musiche continueranno ad essere scritte unicamente da Nino.
Per quanto riguarda il formato in vinile, si distingue la prima edizione dalla ristampa, in quanto la prima versione ha la scritta di copertina in bicolore, mentre la ristampa le ha tutte in colore nero. La lunga lista dei musicisti che hanno suonato in questo disco è composta da nomi importanti. Gli arrangiamenti sono stati scritti da Nino insieme a Beppe Vessicchio.

## Tracce

### Lato A
1. Una città tra le mani
2. Anche questo è amore
3. Tieni il tempo
4. Boulevard
5. Le tue chiavi non ho

### Lato B
1. Un po' di più
2. Con l'acqua alla gola
3. Se fossi in te
4. Rosanna
5. Cose importanti

## Formazione
- Nino Buonocore – voce, chitarra
- Aldo Mercurio – basso, contrabbasso
- Vittorio Riva – batteria
- Ernesto Vitolo – tastiera, pianoforte, Fender Rhodes, organo Hammond C3
- Andrée Tia – batteria
- Willy N'For – basso, contrabbasso
- Rosario Jermano – percussioni
- Agostino Marangolo – batteria
- Rino Zurzolo – basso, contrabbasso
- Alberto D'Anna – batteria
- Vittorio Remino – basso, contrabbasso
- Chet Baker – tromba
- Pasquale Schembri – tromba
- Dennis Xannons – trombone
- Rick Runion – sassofono tenore
- Robert Powers – sassofono tenore
- James Senese – sassofono tenore
- Robert Fix – sassofono soprano
- Mauro Pagani – armonica
- Chiara Del Vaglio, Peppe Vessicchio, Ornella Russo, Peppe Servillo, Sonia Gardner, Karen Moore – cori